# Saison 1 de Charmed (2018)
Chronologie
Saison 2
La première saison de Charmed, série télévisée américaine,  diffusée depuis le 11 octobre 2019. 

## Distribution

### Acteurs principaux
- Melonie Diaz (VF : Karine Foviau) : Melanie « Mel » Vera
- Madeleine Mantock (VF : Aurélie Konaté) : Macy Vaughn
- Sarah Jeffery (VF : Camille Donda) : Maggie Vera
- Ser'Darius Blain (VF : Eilias Changuel) : Galvin Burdette
- Ellen Tamaki (VF : Flora Brunier) : Nico Hamada
- Rupert Evans (VF : Pascal Nowak) : Harry Greenwood
- Nick Hargrove (VF : Martin Faliu) : Parker Caine (à partir de l'épisode 3)

### Acteurs récurrents
- Valerie Cruz (VF : Nathalie Homs) : Marisol Vera
- Natalie Hall (VF : Adeline Moreau) : Lucy
- Virginia Williams (VF : Rafaèle Moutier) : Charity Callaghan
- Craig Parker (VF : Xavier Fagnon) : Alastair Caine
- Constantine Rousouli (VF : François Santucci) : Hunter Caine
- Aleyse Shannon (en) (VF : Olivia Luccioni) : Jada Shields
- Rya Kihlstedt (VF : Déborah Perret) : Julia Wagner
- Leah Pipes (VF : Barbara Delsol) : Fiona Callahan

### Invités
- Brendon Zub (VF : Thibaut Lacour) : Trip Bailey
- Charlie Gillespie (VF : Maxime Baudouin) : Brian
- Leah Lewis (VF : Jessica Monceau) : Angela Wu
- Chiara Guzzo (VF : Aude Saintier) : Trishelle
- Jerome Yoo (VF : Alexandre Nguyen) : Viktor
- Guilherme Babilônia (VF : Nicolas Dangoise) : Kretz
- Eva La Dare (VF : Juliette Degenne) : Mama Roz
- Khamisa Wilsher (VF : Patricia Spehar) : Aliya
- Jaime Camil (VF : Yann Peira) : M. Morales (épisode 11)
- Jimmy Tatro : Gideon (épisode 14)
- Scott Porter (VF : Benoît DuPac) : Levi (épisode 14)
- Morgan Taylor Campbell (VF : Kahina Tagherset) : Medusa (épisode 15)
- Tyler Blackburn : Viralis (épisode 17)
- Carlena Britch (VF : Zina Khakhoulia) : Greta
- Michael Weatherly Brendan Rowe (épisode 18)
- Chloe Bridges (VF : Audrey Sourdive) : Tessa Flores-Cohen
- Robert Pine : Professeur Taine

## Liste des épisodes

### Épisode 1:Le Pouvoir des trois
- États-Unis /  Canada : 14 octobre 2018 sur The CW / W Network
- Belgique : 21 juin 2019 sur Plug RTL
- Québec : 21 août 2019 sur Séries+
- France : 24 septembre 2020 sur Syfy
- France : 22 octobre 2021 sur TMC

- États-Unis : 1,57 million de téléspectateurs[1]
- France : 332 000 téléspectateurs sur TMC

- Dans la série originelle, c'est Phoebe qui découvre le livre des ombres et réveille le pouvoir des trois.
- Patty la mère des sœurs est décédée depuis vingt ans lorsque la série débute.
- C'est Phoebe, la cadette de la sororité et non Prue l'aînée, qui vivait à New York et qui revient au manoir dès le début de la série
- L'être de lumière des sœurs, Leo Wyatt, n'apparaît pas dès le premier épisode.
- À noter que la planche magique bouge toute seule aussi dans le premier épisode des deux séries.

### Épisode 2:Maman est revenue!
- États-Unis /  Canada : 21 octobre 2018 sur The CW
- Belgique : 21 juin 2019 sur Plug RTL
- Québec : 22 août 2019 sur Séries+
- France : 24 septembre 2020 sur Syfy
- France : 22 octobre 2021 sur TMC

- États-Unis : 1,32 million de téléspectateurs[2]
- France : 331 000 téléspectateurs sur TMC

### Épisode 3:Des bonbons ou un sort
- États-Unis /  Canada : 28 octobre 2018 sur The CW
- Belgique : 28 juin 2019 sur Plug RTL
- Québec : 28 août 2019 sur Séries+
- France : 1er octobre 2020 sur Syfy
- France : 22 octobre 2021 sur TMC

- États-Unis : 1,13 million de téléspectateurs[3]
- France : 243 000 téléspectateurs sur TMC

### Épisode 4:Exorcise tes démons
- États-Unis /  Canada : 4 novembre 2018 sur The CW
- Belgique : 28 juin 2019 sur Plug RTL
- Québec : 29 août 2019 sur Séries+
- France : 1er octobre 2020 sur Syfy
- France : 22 octobre 2021 sur TMC

- États-Unis : 960 000 téléspectateurs[4]
- France : 161 000 téléspectateurs sur TMC

Craig Parker / Alastair Caine

### Épisode 5:L'Autre Femme
- États-Unis /  Canada : 11 novembre 2018 sur The CW
- Belgique : 5 juillet 2019 sur Plug RTL
- France : 8 octobre 2020 sur Syfy
- France : 29 octobre 2021 sur TMC

- États-Unis : 950 000 téléspectateurs[5]
- France : 202 000 téléspectateurs sur TMC

Craig Parker / Alastair Caine
Constantine Rousouli / Hunter Caine
Harry ne souvient pas de sa vie d'avant alors que Léo s'en souvenait mais ne voulait pas en parler.

### Épisode 6:L'Esprit de Kappa
- États-Unis /  Canada : 18 novembre 2018 sur The CW
- Belgique : 5 juillet 2019 sur Plug RTL
- France : 8 octobre 2020 sur Syfy
- France : 29 octobre 2021 sur TMC

- États-Unis : 960 000 téléspectateurs[6]
- France : 193 000 téléspectateurs sur TMC

### Épisode 7:La Faux de la discorde
- États-Unis /  Canada : 25 novembre 2018 sur The CW
- Belgique : 12 juillet 2019 sur Plug RTL
- France : 15 octobre 2020 sur Syfy
- France : 29 octobre 2021 sur TMC

- États-Unis : 870 000 téléspectateurs[7]
- France : 133 000 téléspectateurs sur TMC

### Épisode 8:Secte d'insectes
- États-Unis /  Canada : 2 décembre 2018 sur The CW
- Belgique : 12 juillet 2019 sur Plug RTL
- France : 15 octobre 2020 sur Syfy
- France : 29 octobre 2021 sur TMC

- États-Unis : 930 000 téléspectateurs[8]
- France : 139 000 téléspectateurs sur TMC

### Épisode 9:Noël d'enfer
- États-Unis /  Canada : 9 décembre 2018 sur The CW
- Belgique : 26 juillet 2019 sur Plug RTL
- France : 22 octobre 2020 sur Syfy
- France : 5 novembre 2021 sur TMC

- États-Unis : 940 000 téléspectateurs[9]

### Épisode 10:Harry chez les démons
- États-Unis /  Canada : 20 janvier 2019 sur The CW
- Belgique : 26 juillet 2019 sur Plug RTL
- France : 22 octobre 2020 sur Syfy
- France : 5 novembre 2021 sur TMC

- États-Unis : 820 000 téléspectateurs[10]

- Maggie développe le pouvoir de "Manipulation de l'énergie émotionnelle" qui permet de créer de l'énergie à partir des émotions. Dans cet épisode, Maggie et ses sœurs créent un boulier d'énergie pour contrer les pouvoir d'Alastair.

### Épisode 11:Tube mortel
- États-Unis /  Canada : 27 janvier 2019 sur The CW
- Belgique : 2 août 2019 sur Plug RTL
- France : 29 octobre 2020 sur Syfy
- France : 5 novembre 2021 sur TMC

- États-Unis : 880 000 téléspectateurs[11]

### Épisode 12:D'un enfer à l'autre
- États-Unis /  Canada : 17 février 2019 sur The CW
- Belgique : 2 août 2019 sur Plug RTL
- France : 29 octobre 2020 sur Syfy
- France : 5 novembre 2021 sur TMC

- États-Unis : 770 000 téléspectateurs[12]

- Dans cet épisode le voile est levé sur la raison de l'abandon de Macy : Marisol a fait appel à une nécromancienne pour la ressusciter avec du sang de démon et un pacte qui obligeait Marisol à vivre loin de sa fille.
- Dans la Saison 5 de la série originale, les trois sœurs et Penny doivent affronter un Nécromancien capable de manipuler les esprits défunts.

### Épisode 13:L'Attaque de la fée frénétique
- États-Unis /  Canada : 3 mars 2019 sur The CW
- Belgique : 9 août 2019 sur Plug RTL
- France : 5 novembre 2020 sur Syfy
- France : 19 novembre 2021 sur TMC

- États-Unis : 740 000 téléspectateurs[13]

### Épisode 14:La Caresse du démon
- États-Unis /  Canada : 10 mars 2019 sur The CW
- Belgique : 9 août 2019 sur Plug RTL
- France : 5 novembre 2020 sur Syfy
- France : 19 novembre 2021 sur TMC

- États-Unis : 740 000 téléspectateurs[14]

- Alors qu'ils décident de coucher ensembles, Maggie projette Parker à l'autre bout de la pièce en créant une puissante poussée énergétique symbolisant son angoisse de franchir le cape avec Parker.
- Le pouvoir de Mel évolue dans cet épisode et la sorcière se découvre le pouvoir d'Accélérer le temps sur une bague et sur une potion.
- Macy découvre que son côté démoniaque lui offre des pouvoirs. Elle développe la faculté d'Insensibilité lorsqu'elle laisse sa main sur la plaque de cuisson qui lui brûle sévèrement la main et qu'elle ne ressent aucune douleur.
- Dans la saison 2 de la série originelle, les trois sœurs doivent affronter des tueurs en série de films d'horreur libérés des bobines des films par un démon.

### Épisode 15:Le Pouvoir du vortex
- États-Unis /  Canada : 17 mars 2019 sur The CW
- Belgique : 16 août 2019 sur Plug RTL
- France : 12 novembre 2020 sur Syfy
- France : 19 novembre 2021 sur TMC

- États-Unis : 650 000 téléspectateurs[15]

- Pour découvrir la vérité, Macy utilise un nouveau pouvoir : Le pouvoir de Vision Maléfique qui permet à la sorcière de revivre le moment de la mort de sa mère.

### Épisode 16:La Brûlure du démon
- États-Unis /  Canada : 24 mars 2019 sur The CW
- Belgique : 16 août 2019 sur Plug RTL
- France : 12 novembre 2020 sur Syfy
- France : 19 novembre 2021 sur TMC

- États-Unis : 590 000 téléspectateurs[16]

- Les trois sœurs découvrent que Charity a tué leur mère parce qu'elle voulait libérer le Pouvoir Des 3.
- On découvre que Charity à une sœur prénommée Fiona, la personne que Jada a libérée de l'enfer.
- Charity est privée de ses pouvoirs, envoyée en enfer et libérée par Alastair.

### Épisode 17:Abandonne-toi
- États-Unis /  Canada : 31 mars 2019 sur The CW
- Belgique : 23 août 2019 sur Plug RTL
- France : 19 novembre 2020 sur Syfy

- États-Unis : 700 000 téléspectateurs[17]

### Épisode 18:La Remplaçante
- États-Unis /  Canada : 21 avril 2019 sur The CW
- Belgique : 23 août 2019 sur Plug RTL
- France : 19 novembre 2020 sur Syfy

- États-Unis : 670 000 téléspectateurs[18]

### Épisode 19:Le Triomphe du mal
- États-Unis /  Canada : 28 avril 2019 sur The CW
- Belgique : 30 août 2019 sur Plug RTL
- France : 26 novembre 2020 sur Syfy

- États-Unis : 710 000 téléspectateurs[19]

### Épisode 20:Embuscade
- États-Unis /  Canada : 5 mai 2019 sur The CW
- Belgique : 30 août 2019 sur Plug RTL
- France : 26 novembre 2020 sur Syfy

- États-Unis : 600 000 téléspectateurs[20]

### Épisode 21:La Pluie rouge
- États-Unis /  Canada : 12 mai 2019 sur The CW
- Belgique : 6 septembre 2019 sur Plug RTL
- France : 3 décembre 2020 sur Syfy

- États-Unis : 630 000 téléspectateurs[21]

### Épisode 22:La Source se réveille
- États-Unis /  Canada : 19 mai 2019 sur The CW
- Belgique : 6 septembre 2019 sur Plug RTL
- France : 3 décembre 2020 sur Syfy

- États-Unis : 590 000 téléspectateurs[22]